# Балонът-измислица
„Балонът-измислица“ (на английски: The Baloon-Hoax) е сегашното заглавие на статия във вестник, написана от американския писател и поет Едгар Алън По и публикувана в „The Sun“ през 1844 г.
Историята е представена като истинска. Описва пътуването на европееца Монк Мейсън през Атлантическия океан, което той бил извършил успешно само за 3 дни в балон с горещ въздух. Само няколко дни след публикуването се разбира, че всъщност статията е измислица.